# Egor Gennad'evič Baranov
Egor Gennad'evič Baranov (Ekaterinburg, 3 dicembre 1988) è un attore, regista e sceneggiatore russo.

## Filmografia parziale

### Regista
- Gogol'. Načalo (2017)
- Gogol'. Vij (2018)
- Gogol'. Strašnaja mest' (2018)
- Avanpost (2019)[1][2][3][4]